# Fernmeldekommando 800
Das Fernmeldekommando 800 war eines der Fernmeldekommandos des Territorialheeres im Heer der Bundeswehr. Der Sitz des Stabs war Hilden. Das Fernmeldekommando war dem Territorialkommando Nord unterstellt.

## Aufträge
Das Fernmeldekommando bündelte auf Ebene des Territorialkommandos die Truppenteile der Fernmeldetruppe. Das Territorialkommando war dadurch ähnlich wie die Korps des Feldheeres mit ihren als Teil der Korpstruppen unterstellten Fernmeldern gegliedert. Das Territorialkommando war durch das Fernmeldekommando in der Lage mit eigenen Kräften die Fernmeldeverbindungen zu den unmittelbar unterstellten Truppen, zu den nachgeordneten Wehrbereichskommandos, zu den deutschen und alliierten Korps der Northern Army Group, zu benachbarten Territorialkommandos und über das Fernmeldekommando 900 zum nationalen Führungsstab der Bundeswehr zu halten. Da der Befehlshaber des Territorialkommandos auch nationaler Befehlshaber gegenüber der NORTHAG war, sicherte das Fernmeldekommando durch die Verbindung via Fernmeldebataillon 840 NORTHAG die Kommunikation zu den Führungsstäben der NORTHAG. Das unterstellte Fernmeldebataillon 810 betrieb die Fernmeldezentrale des Territorialkommandos. Weitere Aufgaben war die Gewinnung und Auswertung von Frontnachrichten und die Psychologische Verteidigung. Die PSV-Truppe produzierte und strahlte den Soldatensender Radio Oberharz aus.
Wie die meisten Truppenteile des Territorialheeres wuchs das Fernmeldekommando erst im Verteidigungsfall zu seiner vollen Personalstärke von etwa 4600 Mann auf. Dies entsprach in etwa der Größe einer Brigade des Feldheeres.

## Gliederung

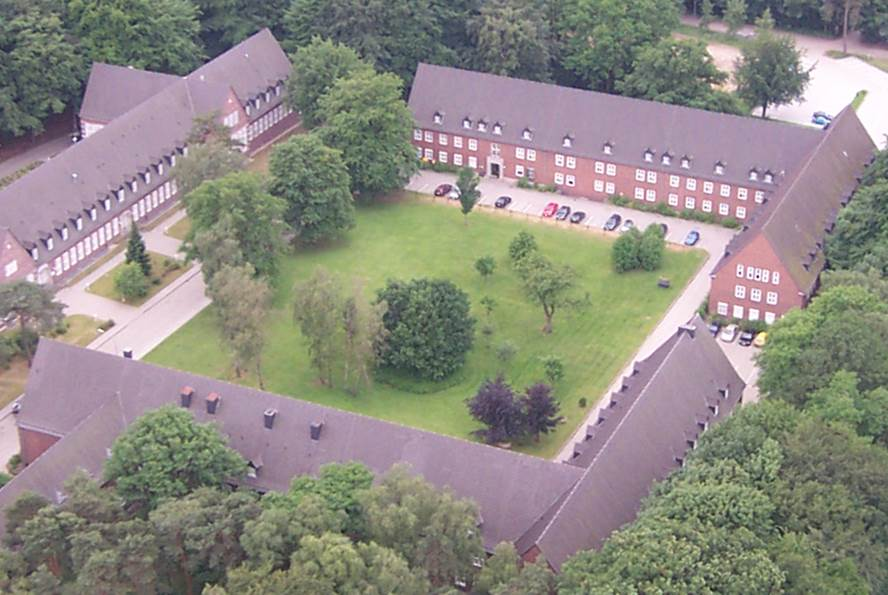
Sitz des Stabes: die Waldkaserne

Um 1989 gliederte sich das Fernmeldekommando grob in:
- Stab / Stabskompanie Fernmeldekommando 800, Hilden
  -  Fernmeldekompanie 801 (GerEinh), Borken
  -  Frontnachrichtenkompanie 800 (GerEinh), Düsseldorf
  -  Fernmeldebataillon 810, Wuppertal
  -  Fernmeldebataillon 820 (teilaktiv), Düsseldorf
  -  Fernmeldebataillon 830 (GerEinh), Borken
  -  Fernmeldebataillon 840 NORTHAG, Essen (im Verteidigungsfall zu NORTHAG Signal Group)
  -  PSV-Bataillon 800 (teilaktiv), Clausthal-Zellerfeld (September 1989 aufgelöst)
  -  PSV Ausbildungskompanie 801, Neuwied (bis 1988 Clausthal-Zellerfeld, im Frieden zu PSV-Bataillon 800)
  -  Fernmeldeausbildungskompanie 811, Wuppertal (im Frieden zu Fernmeldebataillon 810)
  -  Fernmeldeausbildungskompanie 821, Düsseldorf (im Frieden zu Fernmeldebataillon 820)

## Geschichte

### Aufstellung
Das Fernmeldekommando 800 wurde spätestens zur Einnahme der Heeresstruktur IV in den 1980er Jahren aufgestellt.

### Auflösung
Nach Ende des Kalten Krieges wurde das Fernmeldekommando 800 um 1994 etwa zeitgleich mit der Außerdienststellung des Territorialkommandos Nord außer Dienst gestellt.

## Verbandsabzeichen

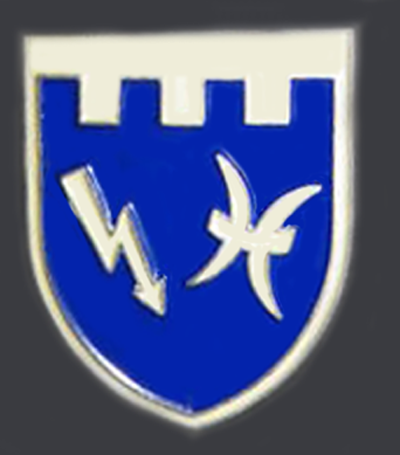
Internes Verbandsabzeichen des Stabes/Stabskompanie

Das Fernmeldekommando führte aufgrund seiner Ausplanung als Teil der direkt dem Territorialkommando unterstellten Truppen kein eigenes Verbandsabzeichen. Die Soldaten trugen daher das Verbandsabzeichen des übergeordneten Territorialkommandos.
Als „Abzeichen“ wurde daher unpräzise manchmal das interne Verbandsabzeichen des Stabes und der Stabskompanie „pars pro toto“ für das gesamte Fernmeldekommando genutzt. Als Hinweis auf den Stationierungsraum zeigte es einen Zinnenbalken ähnlich wie im Hildener Wappen und einen Maueranker wie im Wappen des Kreises Borken. Hinweis auf die Truppengattung war der Blitz, der ähnlich im Barettabzeichen der Fernmeldetruppe enthalten ist. Bis auf den Blitz glich das interne Verbandsabzeichen des Stabes des Fernmeldekommandos dem internen Verbandsabzeichen des Stabes des Territorialkommandos Nord.